# Röd som blod
"Röd som blod" är en sång skriven av Niklas Strömstedt. Den finns med på hans studioalbum Du blir du jag blir jag (2001), men utgavs också som singel samma år.
Singeln gavs ut på CD med en instrumentalversion av låten som B-sida. Den producerades av Martin Hansen och Mikael Nord Andersson. Låten finns även med på samlingsalbumet Hjälpfonden (2005) med blandade artister och Strömstedts samlingsalbum 30 år i kärlekens tjänst (2009).
Röd som blod tog sig inte in på Svenska singellistan och inte heller på Svensktoppen.

## Låtlista
1. "Röd som blod" – 3:51
2. "Röd som blod" (instrumentalversion) – 3:49